# Сарычев, Гавриил Андреевич
Гаврии́л (Гаври́ла) Андре́евич Са́рычев (1763[…], Санкт-Петербург — 30 июля [11 августа] 1831[…], Санкт-Петербург) — русский генерал-гидрограф, адмирал императорского флота, морской министр и член Адмиралтейств-коллегии. Известен как полярный исследователь, основоположник полярной археологии и первый русский прозаик-маринист. Почётный член Петербургской академии наук.

## Биография
Сын прапорщика морских батальонов Андрея Сарычева (умер около 1778 года), служившего в Кронштадте, и его супруги Мавры Афанасьевны (умерла после 1803 года). Отец владел вотчиной с 5 душами крепостных в Севском уезде Орловской губернии. В семье Сарычевых было семеро детей, однако история, помимо Гавриила, сохранила имена лишь двоих — сестры Любови (в замужестве — Безобразова) и старшего брата Алексея (1760—1827), который окончил Морской кадетский корпус, позднее командовал Черноморской эскадрой в звании вице-адмирала и был сенатором. Ещё упоминается титулярный советник Иван Андреевич Сарычев, восприемник при крещении в Преображенской церкви города Одоева Тульской губернии в 1826 году, но кто он был и где жил - не указано.
В 1778 году, так же как и старший брат, окончил Морской кадетский корпус, после чего служил гардемарином на Балтике. Участвовал в плаваниях в Северное, Норвежское, Белое, Средиземное моря. 

### Экспедиция Биллингса — Сарычева (1785—1793)
В 1785 году в чине лейтенанта был назначен командиром судна «Ясачная» в географическую и астрономическую экспедицию под командованием Иосифа Биллингса. Всего в состав экспедиции входил 141 человек, в том числе лейтенанты Роберт Галл и Христиан Беринг, штабс-лекарь Михаила Робек, рисовальный мастер Лука Воронин, «зверовщик» и четыре музыканта. Целью экспедиции было обследование северо-восточной части России, определение долготы и широты устья реки Колымы, нанесение на карту Чукотского полуострова, мыса Восточного и множества морских островов вплоть до американских берегов, а также гидрографическая съёмка этого района Тихого океана. Все вновь открытые земли следовало «присвоить скипетру российскому», а с туземным населением обходиться «ласково и дружелюбно, вселить хорошие мысли о россиянах».

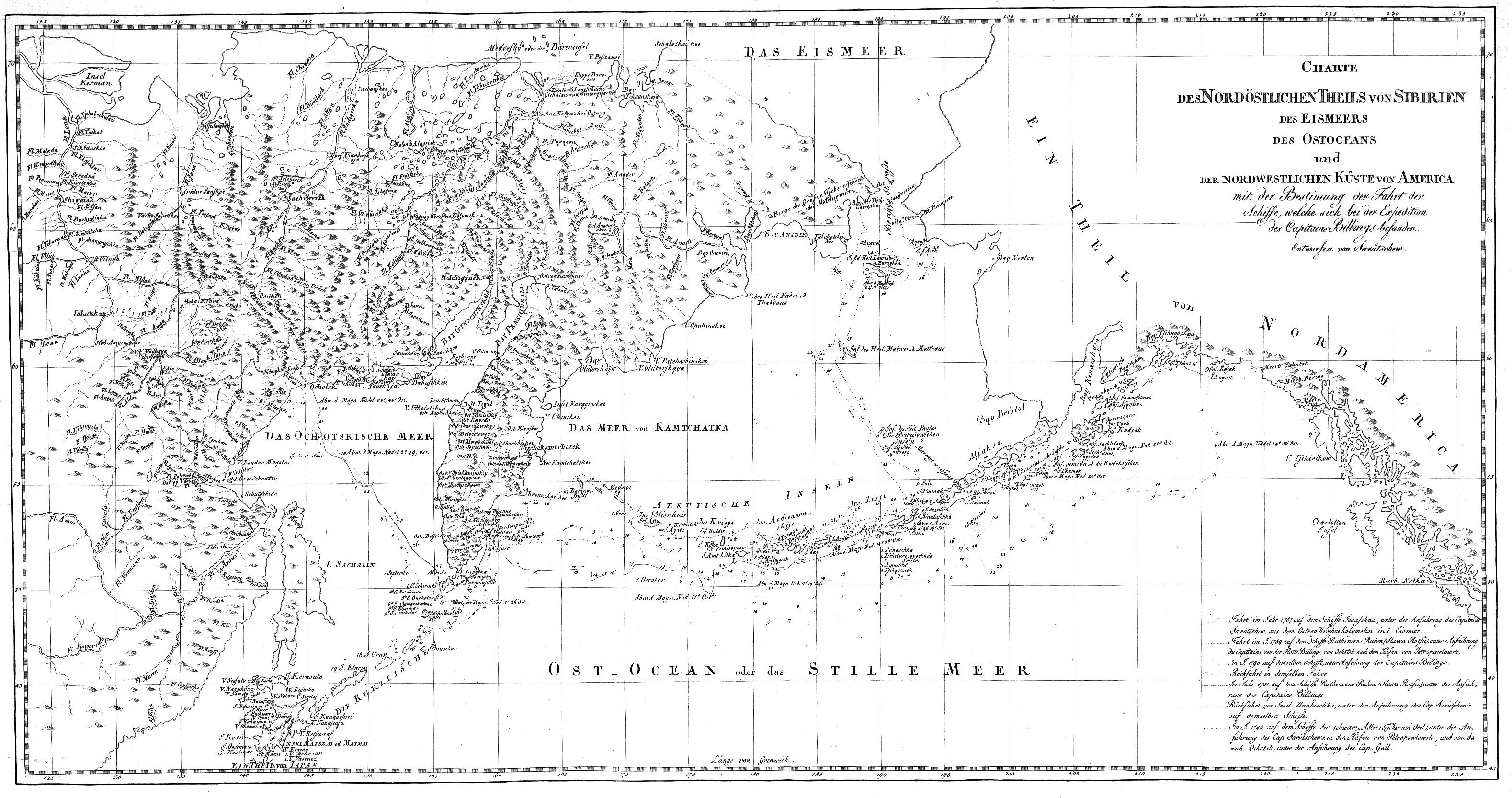
Переведённая на немецкий язык карта Г. А. Сарычева с нанесённым маршрутом

25 октября 1785 года экспедиция выступила из Петербурга, а 27 марта 1786 года капитан Сарычев первым прибыл в Охотск. Биллингс и другие спутники нагнали его лишь в июле, после чего, оставив в Охотске капитана Галла наблюдать за постройкой судов, экспедиция отправилась к Колыме. Из устья они пытались пройти мимо Шелагского и Чукотского мысов, но безуспешно. После этого Биллингс вернулся на зимовку в Якутск и там стал заниматься меновой торговлей с местным населением на деньги, которые получал из казначейства Иркутской губернии. Однако иркутский и колыванский наместник Якоби не обращал внимания на такое отступление от инструкции адмиралтейств-коллегии. Тяжёлая ледовая обстановка следующего года не позволила Биллингсу пройти на двух судах морем от устья Колымы к Чукотскому полуострову и обогнуть его. Удалось лишь произвести первую сравнительно точную опись побережья между Колымой и островом Айон (300 километров). Весной 1788 года Биллингс вместе с Сарычевым открыли в Охотском море крошечный остров Ионы, в то время как другая часть команды посетила неисследованную горную страну (бассейн Юдомы, система Алдана) и собрала первые сведения о Юдомо-Майском нагорье и приморском хребте Джугджур, а затем выполняла съёмку Колымы.
Пель, сменивший Якоби на посту наместника, потребовал от Биллингса отчёта в израсходованных деньгах и, не получив удовлетворительного ответа, обратился к адмиралтейств-коллегии. Та в октябре 1789 года прислала требование приостановить экспедицию «ради сокращения расходов». Однако было уже поздно — Биллингс в сентябре выехал из Охотска, решившись с Востока обогнуть Азию. Но ему удалось проплыть только до залива Лаврентия; заверенный чукчами в невозможности плавания по Ледовитому океану, он оставил и это предприятие. Весной 1790 года часть экспедиции Биллингса обследовала Курилы, в то время как он сам, командуя судном, совершил плавание от Камчатки до острова Кадьяк у северного берега залива Аляска, осмотрел часть взморья, открыл и описал несколько Алеутских островов. Летом 1791 года Биллингс высадился на западном берегу полуострова Сьюард (Аляска), а 13 августа в заливе Лаврентия передал командование шхуной «Слава России» Сарычеву и отправился сухим путём исследовать Чукотский полуостров.
Расставшись с Биллингсом, Сарычев на следующий день вышел в море в направлении острова Уналашка, прибыл туда 29 августа и остался на зимовку. 2 сентября того же года к острову подошёл катер «Чёрный Орёл» под командованием Галла, ставшего к тому времени капитан-лейтенантом. Как старший в чине он взял на себя командование шхуной, уступив катер Сарычеву. 16 мая 1792 года оба судна вышли в море и к 19 июня вернулись в Петропавловск. В 1794 году экспедиция вернулась в Петербург.
Результатом этих исследований стал отчёт «Путешествие флота капитана Сарычева по Восточной части Сибири, Ледовитому морю и Восточному океану, в продолжение восьми лет, при географической и астрономической морской экспедиции 1788—1793 гг.». Этот отчёт включал не только географические, но и метеорологические, гидрографические, астрономические, этнологические, биологические наблюдения и зарисовки местности. Сарычев также составил географические карты восточного побережья и островов Берингова и Охотского морей — более ста лет спустя эти карты были практически без изменений использованы в лоциях.

### Дальнейшая карьера
В 1799—1800 годах командовал 74-пушечным кораблём «Москва». В 1802—1806 годах Сарычев возглавлял Балтийскую гидрографическую экспедицию, а с 1808 года руководил гидрографическими исследованиями в России. В 1809 году был принят почётным членом Петербургской академии наук. С 1803 года — контр-адмирал и член Адмиралтейств-коллегии. В 1809—1811 годах участвовал в русско-турецкой войне 1806—1812 годов, приняв командование эскадрой. Руководил в 1810 году неудачным рейдом на Трабзон. В 1827 году Сарычев был назначен главным командиром и военным губернатором Кронштадта.

Флаг генерал-гидрографа, 1828 год.

В том же году стал первым и единственным в истории России генерал-гидрографом Главного морского штаба, возглавив в составе морского министерства особое «Управление», сформированного по упразднении «ведомства», ранее отвечавшего за составление морских карт. Тогда же был учреждён Корпус флотских штурманов, начальником которого также считался генерал-гидрограф. С 21 апреля 1829 года по 1830 год в чине адмирала возглавлял Морское министерство.
Последние годы своей жизни Гавриил Андреевич работал над историей российских портов. Скончался от холеры 30 июля 1831 года в возрасте 68 лет. По его смерти управление всеми частями, бывшими в его ведении, перешло к начальнику морского штаба князю А. С. Меньшикову, а в 1837 году звание генерал-гидрографа было упразднено.

## Награды
- 26 ноября 1802 года, в звании капитан-командора, был награждён орденом св. Георгия 4-й степени: «За беспорочную выслугу, в офицерских чинах, 18-ти шестимесячных морских кампаний» (№ 1394 по списку Григоровича — Степанова).
- В 1809 году награждён орденом Святой Анны 1-й степени.
- В 1812 году за составление карт Балтийского моря награждён орденом Св. Владимира 2-й степени.

## Оценки
В связи с назначением Иосифа Иосифовича Биллингса начальником экспедиции 1785—1793 годов Иван Фёдорович Крузенштерн писал, что если бы во главе её вместо англичанина был поставлен русский, то она могла бы совершиться «с большим успехом и честью». По его мнению, всем достижениям в области астрономического определения мест, снятия и описания островов, берегов, проливов, портов и тому подобного экспедиция обязана Сарычеву, «толико же искусному, как и трудолюбивому мореходцу». Он также высказывался, что без трудов Сарычева Россия, вероятно, не получила бы от Биллингса по итогам экспедиции ни одной карты.
Василий Михайлович Головнин писал:

Усмотрев Петропавловскую гавань… мы употребили карту Сарычева: известная точность этого мореходца, с какою описывал он берега, заставила меня иметь к его планам гаваней полную доверенность…— 

## Семья и потомки
Был женат на Анастасии Васильевне, урождённой Мецкевич (около 1776—1846). Их дети:
- Елизавета (1809—1846) — супруга генерал-майора Фёдора Александровича Нелидова (?—1845).
- Алексей — новоладожский помещик.
- Екатерина (1811—1855) — супруга статского советника Сергея Ивановича Богданова.

Чтобы вывозить своё семейство на летний отдых, Гавриил Андреевич приобрёл имение в Новоладожском уезде Санкт-Петербургской губернии, состоявшее из деревень Борки, Пурово и Селивёрстово. Там нередко гостил и его старший брат, вице-адмирал Алексей Андреевич Сарычев с женой и детьми. Здесь же братья-адмиралы подружились с уездным предводителем дворянства Илларионом Никитичем Философовым, жившим неподалёку в своей вотчине Загвоздье и слывшим большим ценителем изобразительного искусства. Со временем оба семейства Сарычевых породнились с Философовыми: сын Гавриилы Андреевича, Алексей, женился на Прасковье Илларионовне Философовой, а её сестра Наталья вышла замуж за Василия, старшего сына Алексея Андреевича Сарычева.

## Научные труды
- «Путешествие флота капитана Сарычева по северо-восточной части Сибири, Ледовитому морю и Восточному океану с 1785 по 1793 г.» (1802; 1952)
- «Правила морской геодезии» (1804, 1825)
- «Дневные записки плавания по Балтийскому морю и Финскому заливу» (1802—1805)
- «Морской атлас всего Балтийского моря с Финским заливом и Каттегатом…» (1809)
- «Лоция Балтийского моря» (1817)
- Атлас Восточного океана и первый правильный план Санкт-Петербурга
- Ряд статей в «Записках Гидрографического Департамента»
- «Атлас северной части Восточного океана» (1826)

Более 20 лет Сарычев посвятил изучению Балтийского моря, из них четыре года провёл в экспедициях, а затем возглавлял широко организованные работы по изданию карт и лоций этого моря и по дальнейшей детализации и уточнению его съёмок.

## Память
В честь Г. А. Сарычева названы несколько географических объектов, в том числе,
- Мыс на острове Унимак Алеутского архипелага, а также, находящиеся там же, одноимённые маяк[англ.] и аэропорт[англ.];
- Остров[англ.] в Чукотском море (бухта Шишмарева, 66°14′ с.ш., 166°05′ з.д., остров открыт в 1816 году О. Е. Коцебу, им же присвоено название острову)[12];
- Гора Сарычева на Новой Земле (нанесена на карту Ф. П. Литке в 1821 году, им же присвоено название горе), в Антарктиде (Земля Мак-Робертсона, 70°37′ ю.ш., 66°46′ в.д., открыта и нанесена на карту в 1972—1973 гг.) и на Алеутских островах (Берингово море, Алеутские острова, остров Атха, 52°19′ с.ш., 174°03′ з.д., название присвоено в 1950 г. американскими геологами)[12];
- Пролив, разделяющий остров Святого Матвея и остров Холл;
- Действующий вулкан на острове Матуа Большой Курильской гряды (название присвоено в 1805 году И. Ф. Крузенштерном)[12];
- мыс Сарычева (Берингово море, Бристольский залив, 54°36′ с.ш., 164°56′ з.д., нанесён на карту в 1828 г. М. Н. Станюковичем, им же присвоено название мысу)[12].

Кроме того, его имя носили:
- Разведывательное судно ССВ-468, входившее в состав Тихоокеанского флота в 1966—1993 годах;[источник не указан 2783 дня]
- Сухогруз ледового класса Сахалинского морского пароходства 1970—1980 годов.[источник не указан 2783 дня]

### Книги
- Николай Зубов. Экспедиция Биллингса-Сарычева // Отечественные мореплаватели-исследователи морей и океанов. — М.: Географгиз, 1954.

### Документы
- Дело об определении воспитанников в Морской кадетский корпус за 1775 год //   ЦГАВМФ. Ф. 172. Оп. 1. Д. 408. Л. 148.
- Распоряжение директора корпуса Ивана Логиновича Голенищева-Кутузова о принятии недоросля Сарычева в Морской кадетский корпус в кадеты 5 ноября 1775 г. //   ЦГАВМФ. Ф. 432. Оп. 1. Д. 183. Л. 86, 87.